# Плац-Парад (Саратов)
Плац-Пара́д — утраченная площадь в Саратове. Образовывалась улицами Белоглинская, Бахметьевская и Вольская. Четвёртой ограничивающей улицы не было: площадь заканчивалась примерно посередине между улицами Вольская и Александровская.
Размеры площади были не очень велики: примерно 155,5 на 190,5 м (29622,75 м²).
Площадь застраивалась постепенно: 4 мая 1901 года на площади была построена глазная лечебница (ныне клиника глазных болезней), позже на оставшейся части площади был построен один из корпусов педагогического института.
Оставшаяся часть площади стала называться улицей Плац-Парад, с 1969 года — улицей Заулошнова.
Площадь известна тем, что на ней располагалась усадьба Виктора Борисова-Мусатова (ныне дом-музей).